# 格雷沙姆頓 (堪薩斯州)
格雷沙姆頓（英語：Greshamton）是位於美國堪薩斯州羅林斯縣的一個鬼鎮。

## 歷史
格雷沙姆頓的郵政局於1883年設立，其後於1889年遷至比亞茲萊。

## 地理
格雷沙姆頓所處的海拔為高於海平面950米（即3110英呎），而該地所採用的時區為UTC-6，即北美中部時區（CST）。同時該地設有夏令時間，為UTC-6調快一小時，即UTC-5（CDT）。